# Zbigniew Leo
Zbigniew Leo (ur. 12 marca 1925 w Warszawie, zm. 13 maja 2024) – powstaniec warszawski, żołnierz Polskich Sił Zbrojnych.
Syn Stanisława i Czesławy (z domu Przasnyskiej). Uczęszczał do szkoły powszechnej, a następnie do Gimnazjum im. Wojciecha Górskiego, w którym w 1939 ukończył pierwszą klasę. Od roku 1935 należał do 25. Warszawskiej Drużyny Harcerzy im. Hetmana Stanisława Żółkiewskiego. Edukację podczas okupacji niemieckiej kontynuował w ramach tajnego nauczania, dzięki czemu w 1944 zdał maturę. Od początku II wojny światowej działał w tajnym harcerstwie, a w 1943 został zaprzysiężony jako żołnierz kompanii Odwet 4. Rejonu V Obwodu Warszawskiego Okręgu Armii Krajowej. W tym czasie podjął pracę w Zakładach Philipsa przy ulicy Karolkowej. W trakcie powstania warszawskiego uczestniczył w walkach - najpierw w ataku na koszary SS, potem na terenie Kolonii Staszica, a następnie jako żołnierz Oddziału Osłonowego WZW na terenie Śródmieścia, w tym w obronie linii Nowego Światu. Po kapitulacji powstania trafił jako jeniec do Stalagu X B Sandbostel, a następnie do Stalagu XVIII C Markt-Pongau. 1 maja 1945 przedostał się do Szwajcarii, a następnie przez Francję do Szkocji, gdzie zgłosił się na ochotnika do 1. Dywizji Pancernej. Po demobilizacji powrócił do Polski i w 1947 rozpoczął studia na Politechnice Warszawskiej. W 1953 uzyskał tytuł magistra nauk technicznych na Wydziale Telekomunikacji. W 2001 został awansowany na podporucznika Wojska Polskiego. Zmarł w 2024 roku, został pochowany na Cmentarzu Powązkowskim.
W 2012 odznaczony Krzyżem Oficerskim Orderu Odrodzenia Polski.
Jego bratem był Włodzimierz Leo, również powstaniec warszawski, żołnierz Armii Krajowej, uwieczniony na zdjęciach Eugeniusza Lokajskiego, dziadek Aleksandry Leo.
Jego zięciem jest Krzysztof Sielicki.